# Carl Allan Kemme
Carl Allan Kemme (Effingham, 14 agosto 1960) è un vescovo cattolico statunitense, dal 20 febbraio 2014 vescovo di Wichita.

## Biografia
Carl Allan Kemme è nato a Effingham, in Illinois, il 14 agosto 1960 da Donald Kemme e Marita, nata Kortte. Ha quattro fratelli e una sorella ed è cresciuto in una piccola fattoria familiare nella campagna di Shumway. Da ragazzo frequentava la parrocchia dell'Annunciazione.

### Formazione e ministero sacerdotale
Ha frequentato la Shumway Elementary School, la Beecher City Community Grade School, la Beecher City Community High School e poi è entrato nel Saint Henry's Preparatory Seminary di Belleville. Ha compiuto gli studi ecclesiastici presso il seminario "Immacolata Concezione" di Springfield dal 1978 al 1980; il Cardinal Glennon College Seminary di Saint Louis dal 1980 al 1982 e il Kenrick Major Seminary di Saint Louis dal 1982 al 1986, concludendoli con il Master of Divinity.
Il 10 maggio 1986 è stato ordinato presbitero per la diocesi di Springfield in Illinois da monsignor Daniel Leo Ryan. In seguito è stato vicario parrocchiale della parrocchia di San Patrizio a Decatur dal 1986 al 1989; vicario parrocchiale della parrocchia dei Santi Pietro e Paolo a Collinsville dal 1989 al 1990; vicario parrocchiale della parrocchia del Santissimo Sacramento a Springfield dal 1990 al 1992; parroco delle parrocchie di Santa Maria a Brussels, di San Giuseppe a Meppen e di Santa Barbara a Batchtown dal 1992 al 1996; parroco della parrocchia della Sacra Famiglia a Decatur dal 1996 al 2002; amministratore parrocchiale della parrocchia di Nostra Signora dello Spirito Santo a Mount Zion dal 1996 al 1997; vicario foraneo del decanato di Decatur dal 2001 al 2002; parroco in solido moderatore della parrocchia di San Giacomo a Decatur dal 2001 al 2003; vicario generale e moderatore della curia dal 2002 al 2009; parroco della parrocchia di San Pietro a Petersburg dal 2002 al 2005; parroco della parrocchia di San Giovanni Maria Vianney a Sherman dal 2005 al 2012; amministratore diocesano dal 2009 al 2010 e di nuovo vicario generale e moderatore della curia dal 2010. È stato anche cappellano diocesano dell'Apostolato del coraggio, una forma di apostolato nato per assistere le persone con attrazione per lo stesso sesso, approvato dal Pontificio consiglio per la famiglia e che cerca di aiutarle a sviluppare una vita interiore di castità e ad andare oltre i confini dell'identità omosessuale verso un'identità più completa in Cristo.
Nel 2002 è stato nominato prelato d'onore di Sua Santità.

### Ministero episcopale
Il 20 febbraio 2014 papa Francesco lo ha nominato vescovo di Wichita. Ha ricevuto l'ordinazione episcopale il 1º maggio successivo nella cattedrale dell'Immacolata Concezione a Wichita dall'arcivescovo metropolita di Kansas City Joseph Fred Naumann, co-consacranti l'arcivescovo metropolita di Omaha George Joseph Lucas e il vescovo di Springfield in Illinois Thomas John Joseph Paprocki. Durante la stessa celebrazione ha preso possesso della diocesi.
Nel gennaio del 2020 ha compiuto la visita ad limina.
È membro di quarto grado dei Cavalieri di Colombo e membro dell'Ordine equestre del Santo Sepolcro di Gerusalemme.

## Genealogia episcopale
La genealogia episcopale è:
- Cardinale Scipione Rebiba
- Cardinale Giulio Antonio Santori
- Cardinale Girolamo Bernerio, O.P.
- Arcivescovo Galeazzo Sanvitale
- Cardinale Ludovico Ludovisi
- Cardinale Luigi Caetani
- Cardinale Ulderico Carpegna
- Cardinale Paluzzo Paluzzi Altieri degli Albertoni
- Papa Benedetto XIII
- Papa Benedetto XIV
- Papa Clemente XIII
- Cardinale Enrico Benedetto Stuart
- Papa Leone XII
- Cardinale Chiarissimo Falconieri Mellini
- Cardinale Camillo Di Pietro
- Cardinale Mieczysław Halka Ledóchowski
- Cardinale Jan Maurycy Paweł Puzyna de Kosielsko
- Arcivescovo Józef Bilczewski
- Arcivescovo Bolesław Twardowski
- Arcivescovo Eugeniusz Baziak
- Papa Giovanni Paolo II
- Cardinale Justin Francis Rigali
- Arcivescovo Joseph Fred Naumann
- Vescovo Carl Allan Kemme

## Araldica
| Stemma | Titolare                            | Descrizione |
|        | Carl Allan Kemme Vescovo di Wichita | Partito: al primo d'azzurro, al pino sradicato d'oro terrazzato dello stesso, accompagnato in punta da due punte di freccia all'insù dello stesso, addestrato in capo di un crescente montante troncato saldato: al I d'argento addestrato di nero, al II d'argento sinistrato di nero; alla fascia d'argento attraversante sul tutto; al secondo di rosso allo scaglione d'oro accompagnato in capo da una stella (7) d'argento e in punta dal covone di grano d'oro. Ornamenti esterni da vescovo. Motto "Humilitas". |